# Мокрецово (Нікольський район)
Мокрецо́во (рос. Мокрецово) — присілок у складі Нікольського району Вологодської області, Росія. Входить до складу Краснополянського сільського поселення.

## Населення
Населення — 66 осіб (2010; 75 у 2002).
Національний склад (станом на 2002 рік):
- росіяни — 100 %